# Crenicichla anamiri
Crenicichla anamiri es una especie de pez cíclido de agua dulce que integra el género Crenicichla. Habita en el centro-norte de América del Sur.

## Taxonomía
Crenicichla anamiri fue descrita para la ciencia en el año 2015, por las ictiólogas Priscila Madoka M. Ito y Lúcia H. Rapp Py-Daniel.
Localidad tipo
La localidad tipo referida es: “río Xingú, aguas abajo de la confluencia con el río Iriri, en la ribera de una playa con raíces de árboles, en las coordenadas: 03°36′31″S 52°20′58″O / -3.60861, -52.34944, Itapuama, Pará, Brasil”.
Holotipo
El ejemplar holotipo designado es el catalogado como: INPA 46650. Es un macho adulto el cual midió 42,9 mm de longitud. Fue colectado por K. Winemiller el 4 de noviembre de 2014.
Fue depositado en las colecciones del Instituto Nacional de Pesquisas da Amazônia (INPA), Manaus, estado de Amazonas, Brasil.
Etimología
Etimológicamente, el epíteto específico anamiri deriva del término del tupí-guaraní añamiri, el cual significa ‘enano’, en alusión al pequeño tamaño de este cíclido.

## Características
La presencia de aserrado en el supracleithrum es un rasgo diagnóstico para permitir incluir a C. anamiri en el grupo de especies “Crenicichla wallacii”.
Es posible reconocer a C. anamiri por una combinación de características que la hacen morfológicamente única: hasta 3 series de dientes en el premaxilar y en el maxilar (contra más de 4 series de dientes); rayas oscuras verticales en la aleta caudal y presencia de una gran mancha caudal posicionada centralmente sobre la línea lateral caudal (rasgo compartido con C. urosema y C. virgatula).
Otra característica destacada en esta especie es su pequeño tamaño para el promedio del género; de los especímenes capturados, el más grande midió solo 47,8 mm de largo total.

## Distribución geográfica
Esta especie es un endemismo de la cuenca del río Xingú medio y del río Bacajá, aguas arriba de Volta Grande do Xingu.
Especies simpátricas
En la cuenca del río Xingú ya se han descrito 11 especies del género Crenicichla.